# Опава (Нижньосілезьке воєводство)
Опава (пол. Opawa, нім. Oppau) — село в Польщі, у гміні Любавка Каменноґурського повіту Нижньосілезького воєводства.
Населення — 342 особи (2011).
У 1975-1998 роках село належало до Єленьоґурського воєводства.

## Демографія
Демографічна структура станом на 31 березня 2011 року:
|          | Загалом | Допрацездатний вік | Працездатний вік | Постпрацездатний вік |
| -------- | ------- | ------------------ | ---------------- | -------------------- |
| Чоловіки | 169     | 38                 | 115              | 16                   |
| Жінки    | 173     | 32                 | 95               | 46                   |
| Разом    | 342     | 70                 | 210              | 62                   |